# Coppa Svizzera 1929-1930
La Coppa Svizzera 1929-1930 è stata la 5ª edizione della manifestazione calcistica. È iniziata il 13 ottobre 1929 e si è conclusa il 23 marzo 1930. Lo Young Boys vinse per la prima volta la competizione.

## Regolamento
Turni ad eliminazione diretta in gara unica. In caso di parità al termine dei tempi supplementari, la partita veniva ripetuta a campo invertito.

### Trentaduesimi di finale
| Squadra 1               | Risultato      | Squadra 2           |
| ----------------------- | -------------- | ------------------- |
| 13 ottobre 1929         |                |                     |
| Aarau                   | 7 - 4 (d.t.s.) | Bösingen            |
| Allschwil               | 5 - 3          | Frauenfeld          |
| Basilea                 | 10 - 0         | Dietikon            |
| Blue Stars Zurigo       | 8 - 0          | Kreuzlingen         |
| Club Athletique Ginevra | 4 - 2          | Central Friburgo    |
| Chiasso                 | 3 - 1          | Black Stars Basilea |
| Couvet                  | 4 - 2 (d.t.s.) | Friburgo            |
| Étoile Carouge          | 6 - 2          | Helvetia            |
| Étoile-Sporting         | 6 - 2          | Monthey             |
| Höngg                   | 7 - 0          | Amriswil            |
| G.C.Luganesi            | 5 - 1          | Brühl               |
| Grasshoppers            | 9 - 2          | Oerlikon/Polizei    |
| La Chaux-de-Fonds       | 6 - 1          | Losanna             |
| La Tour-de-Peilz        | 2 - 7          | Montreux-Sports     |
| Locarno                 | 3 - 2 (d.t.s.) | Lucerna             |
| Madretsch               | 6 - 3 (d.t.s.) | Soletta             |
| Minerva Berna           | 0 - 6          | Bienne              |
| Nidau                   | 3 - 1          | Stade Lausanne      |
| Nordstern               | 4 - 0          | Sirius              |
| Olimpia Vevey           | 1 - 3          | Berna               |
| Reconvilier             | 2 - 3 (d.t.s.) | Yverdon             |
| San Gallo               | 1 - 0          | Töss                |
| SCI Juventus Zurigo     | 6 - 1          | Bülach              |
| Seebach                 | 0 - 4          | Lugano              |
| Servette                | 9 - 1          | Zähringia Berna     |
| Stade Nyonnais          | 3 - 1          | Sport Boys Berna    |
| Urania Ginevra          | 3 - 1          | Renens              |
| Young Boys              | 2 - 0          | Vevey               |
| Young Fellows           | 6 - 0          | Baden               |
| Zurigo                  | 4 - 2          | Old Boys Basilea    |

### Sedicesimi di finale
| Squadra 1               | Risultato      | Squadra 2           |
| ----------------------- | -------------- | ------------------- |
| 3 novembre 1929         |                |                     |
| Allschwil               | 2 - 3 (d.t.s.) | G.C.Luganesi        |
| Grasshoppers            | 12 - 1         | SCI Juventus Zurigo |
| Locarno                 | 4 - 2          | San Gallo           |
| Lugano                  | 3 - 5          | Basilea             |
| Nordstern               | 7 - 0          | Höngg               |
| Winterthur              | 1 - 2          | Blue Stars Zurigo   |
| Young Fellows           | 1 - 0          | Chiasso             |
| Zurigo                  | 12 - 1         | Adliswil            |
| Aarau                   | 7 - 1          | Stade Nyonnais      |
| Bienne                  | 4 - 2          | Étoile-Sporting     |
| Club Athletique Ginevra | 3 - 2          | Nidau               |
| Couvet                  | 0 - 6          | Urania Ginevra      |
| Étoile Carouge          | 2 - 0          | Berna               |
| La Chaux-de-Fonds       | 4 - 3          | Montreux-Sports     |
| Madretsch               | 1 - 6          | Young Boys          |
| Servette                | 6 - 0          | Yverdon             |

### Ottavi di finale
| Squadra 1        | Risultato | Squadra 2               |
| ---------------- | --------- | ----------------------- |
| 2 dicembre 1929  |           |                         |
| Aarau            | 5 - 1     | La Chaux-de-Fonds       |
| G.C.Luganesi     | 1 - 3     | Young Fellows           |
| Grasshoppers     | 3 - 2     | Blue Stars Zurigo       |
| Locarno          | 5 - 4     | Basilea                 |
| Nordstern        | 0 - 3     | Zurigo                  |
| Urania Ginevra   | 2 - 3     | Bienne                  |
| Young Boys       | 11 - 3    | Club Athletique Ginevra |
| 22 dicembre 1929 |           |                         |
| Étoile Carouge   | 3 - 0     | Servette                |

### Quarti di finale
| Squadra 1                      | Risultato      | Squadra 2     |
| ------------------------------ | -------------- | ------------- |
| 2 febbraio 1930                |                |               |
| Étoile Carouge                 | rinviata       | Young Fellows |
| Grasshoppers                   | 1 - 4          | Zurigo        |
| Aarau                          | 2 - 2 (d.t.s.) | Bienne        |
| Locarno                        | 2 - 2 (d.t.s.) | Young Boys    |
| 16 febbraio 1930 (ripetizioni) |                |               |
| Étoile Carouge                 | 3 - 2          | Young Fellows |
| Bienne                         | 0 - 1          | Aarau         |
| Young Boys                     | 2 - 1          | Locarno       |

### Semifinali
| Squadra 1      | Risultato | Squadra 2  |
| -------------- | --------- | ---------- |
| 2 marzo 1930   |           |            |
| Étoile Carouge | 2 - 4     | Young Boys |
| Zurigo         | 1 - 2     | Aarau      |

### Finale
| Arbitro: | Mercet (Locarno) |

|          |           |  |
| Jung 15’ | Marcatori |  |